# Antofagasta
Antofagasta ist eine Stadt im Norden des südamerikanischen Anden-Staates Chile. Sie hat 352.600 Einwohner (Stand: 2017). Der Name der Stadt stammt aus der Sprache Quechua, Antuhaqastaqa, und heißt in etwa Dorf am großen Salzsee. Antofagasta ist die Hauptstadt der gleichnamigen Region und der gleichnamigen Provinz.
Antofagasta ist Sitz des römisch-katholischen Erzbistums Antofagasta. Bischofskirche ist die Kathedrale San José.

## Geographie
Die Wüstenstadt Antofagasta liegt am Pazifik, am Rande der Atacama. Die Entfernung nach Santiago beträgt etwa 1400 km.
Das Klima ist trocken, aber angenehm, mitunter im Sommer sehr heiß. Der meiste Niederschlag erfolgt in der Form des oft am Morgen auftretenden Camanchaca genannten Küstennebels.
|                       | Jan  | Feb  | Mär  | Apr  | Mai  | Jun  | Jul  | Aug  | Sep  | Okt  | Nov  | Dez  |   |      |
| Mittl. Tagesmax. (°C) | 23,1 | 23,3 | 22,1 | 20,3 | 18,4 | 17,0 | 16,4 | 16,5 | 17,1 | 18,1 | 19,7 | 21,7 | ⌀ | 19,5 |
| Mittl. Tagesmin. (°C) | 17,8 | 17,5 | 16,6 | 14,2 | 13,3 | 12,1 | 11,7 | 12,1 | 12,8 | 13,9 | 15,1 | 16,6 | ⌀ | 14,5 |
|                       |      |      |      |      |      |      |      |      |      |      |      |      |   |      |
| Niederschlag (mm)     | 0,0  | 0,0  | 0,0  | 0,0  | 0,0  | 1,4  | 0,0  | 0,0  | 0,0  | 0,0  | 0,0  | 0,0  | Σ | 1,4  |
|                       |      |      |      |      |      |      |      |      |      |      |      |      |   |      |
| Sonnenstunden (h/d)   | 9,5  | 10,0 | 9,2  | 8,5  | 7,4  | 6,0  | 6,8  | 6,9  | 7,6  | 7,6  | 8,8  | 8,9  | ⌀ | 8,1  |
|                       |      |      |      |      |      |      |      |      |      |      |      |      |   |      |
| Luftfeuchtigkeit (%)  | 75   | 76   | 78   | 79   | 79   | 79   | 79   | 78   | 78   | 76   | 75   | 74   | ⌀ | 77,2 |

| 17,8 |

| 17,5 |

| 16,6 |

| 14,2 |

| 13,3 |

| 12,1 |

| 11,7 |

| 12,1 |

| 12,8 |

| 13,9 |

| 15,1 |

| 16,6 |

| 17,8 |

| 17,5 |

| 16,6 |

| 14,2 |

| 13,3 |

| 12,1 |

| 11,7 |

| 12,1 |

| 12,8 |

| 13,9 |

| 15,1 |

| 16,6 |

## Geschichte
Die politische Zuordnung der heutigen Region um Antofagasta war nach der Unabhängigkeit Südamerikas von Spanien zwischen den neu entstandenen Staaten zunächst ungeklärt. Bolivien beanspruchte das Gebiet bei seiner Unabhängigkeit 1825 und gründete später 1827 die ca. 130 km nördlich des heutigen Antofagasta gelegene Hafenstadt Cobija. Die wenige Bevölkerung der Region bestand jedoch überwiegend aus Bürgern Chiles, man spricht von 90–95 %, das ebenfalls seit der eigenen Unabhängigkeit sieben Jahre zuvor 1818 Anspruch auf die Region erhob. Da es sich um eine unfruchtbare und scheinbar nutzlose Wüstenregion handelte, maßen beide Länder der Frage keine praktische Relevanz zu.
1866 entdeckte man große Vorkommen von Nitrat (Salpeter) in der Region, das damals ein sehr wichtiger und wertvoller Rohstoff zur Herstellung von Dünger und Sprengstoff war, so dass die Frage des Grenzverlaufs nun hohe wirtschaftliche und politische Bedeutung erlangte.

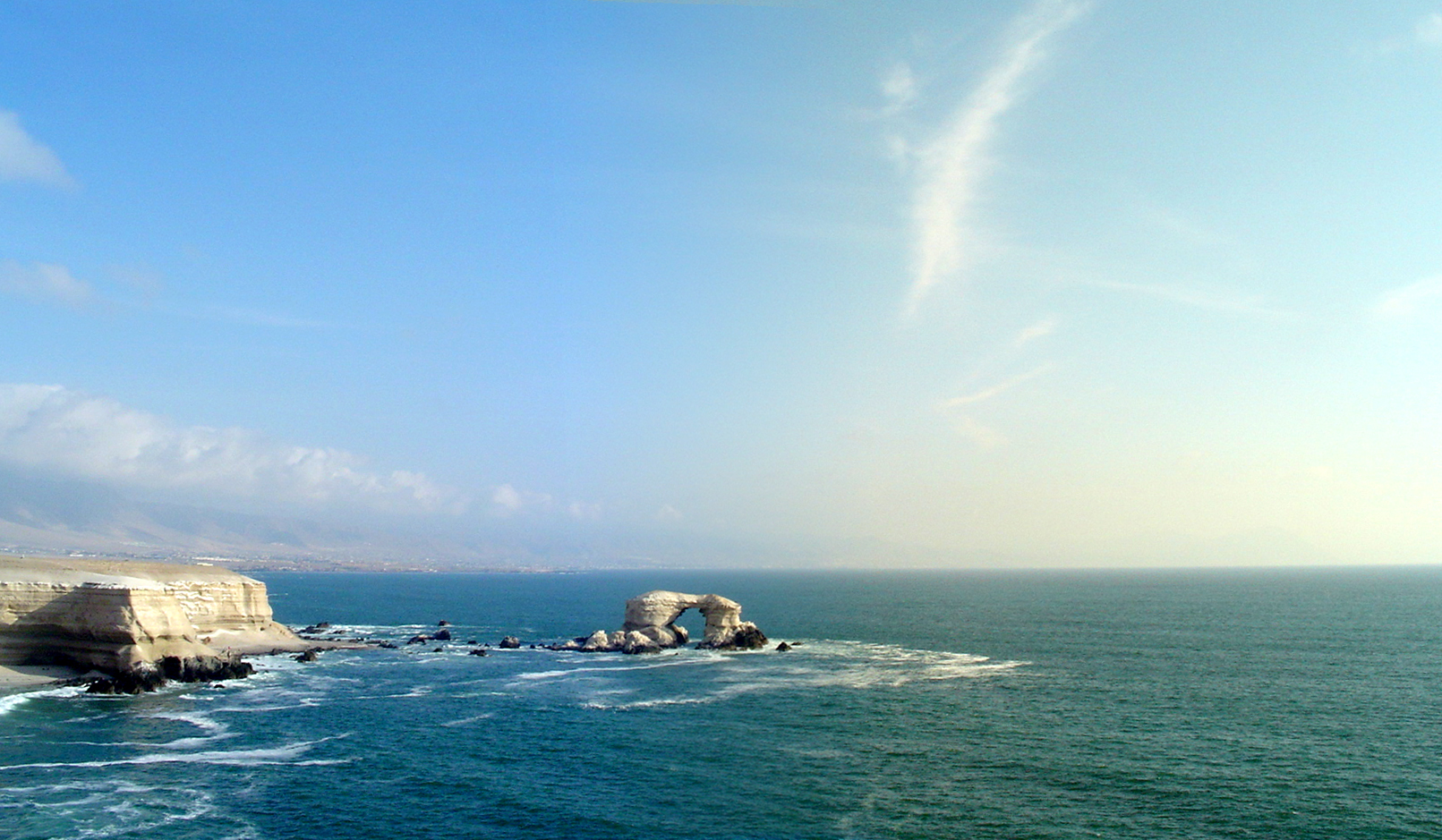
Das berühmte steinerne Tor „Portada“ im Meer

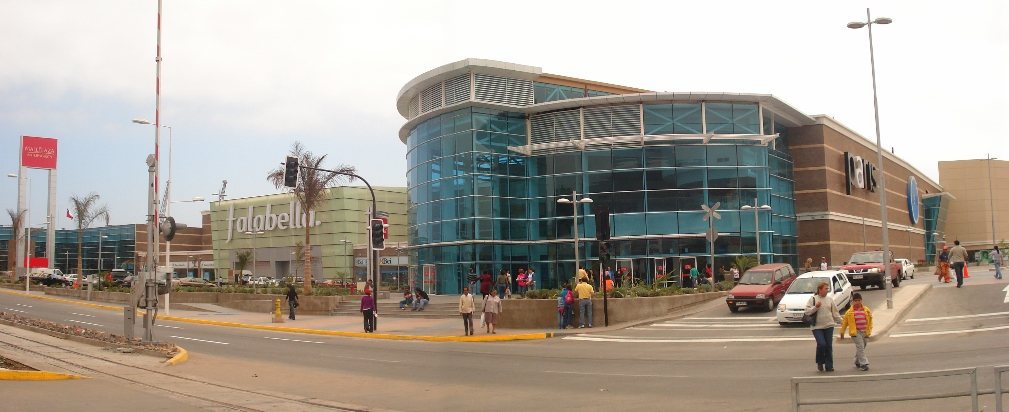
Mall Plaza Antofagasta

1866 und 1874 kam es zu Verträgen zwischen Chile und Bolivien, in denen sich die Staaten auf einen Grenzverlauf im südlichen Bereich des heutigen Antofagasta und damit größtenteils auf die Zugehörigkeit der Region zu Bolivien einigten. Im Gegenzug musste Bolivien in dem Vertrag von 1874 chilenischen Unternehmen das Recht zugestehen, die Nitratvorkommen der Region 25 Jahre lang abzubauen, ohne an den bolivianischen Staat Steuern zahlen zu müssen.
In diesem Zusammenhang bildeten sich die Küstensiedlungen Cobija, Tocopilla, Mejillones und zuletzt Antofagasta. Schon ab 1857, als die ersten Nitratvorkommen in der Nähe gefunden wurden, begann eine Zuwanderung ausländischer Migranten, meist Chilenen. So gilt ein chilenischer Prospektor namens Juan López im Jahr 1866 als der erste Einwohner Antofagastas. Die bolivianische Regierung gründete daraufhin am 22. Oktober 1868 Antofagasta offiziell. Am 25. Januar 1872 erhielt die Siedlung den Verwaltungsstatus einer Stadt, deren Rat in der Mehrheit von Chilenen gestellt wurde.
Die Stadt hatte 1875 eine Einwohnerzahl von 5384.
Bei einem Seebeben 1877 wurde die Küste von einem Tsunami getroffen. Cobija wurde dabei am schwersten getroffen und so stark zerstört, dass der dortige Hafen aufgegeben wurde und sich Handel und Verwaltung nach Antofagasta verlegten, einer ursprünglich von Chilenen gegründeten Stadt, die damit zum wirtschaftlichen und politischen Zentrum der Region wurde.
Zur Finanzierung des Wiederaufbaus der Schäden nach dem Seebeben beschloss Bolivien im Februar 1878 die Erhebung einer Sondersteuer von 10 Centavos rückwirkend zum Jahre 1874 pro abgebautem Zentner Salpeter. Chile sah hierin einen Bruch des Vertrages von 1874 und protestierte. Der bolivianische Präsident blieb jedoch unbeirrt, konfiszierte die chilenischen Unternehmen knapp ein Jahr später im Januar 1879 und bot sie zur Versteigerung in Antofagasta an. Daraufhin sah Chile den Grenzvertrag als annulliert an und ließ Marinetruppen in der Stadt landen. Der Salpeterkrieg brach aus, und Antofagasta wurde am 14. Februar 1879 von chilenischen Truppen erobert.
Ein erster Vertrag vom 4. April 1884 sicherte den Verbleib des Gebietes bei Chile, im Friedensvertrag von 1904 erkannte Bolivien den Verbleib von Antofagasta bei Chile endgültig an. Allerdings begann die bolivianische Regierung von Evo Morales im Jahr 2011 verstärkte internationale Bemühungen, um einen Zugang zum Pazifik wiederzuerlangen. Dabei wurde die Rechtsgültigkeit des Vertrags von 1904 öffentlich angezweifelt.
2003 wurde in der Stadt die erste Meerwasserentsalzungsanlage Chiles errichtet. Sie wurde stetig ausgebaut, im Jahr 2018 stellte sie 82,5 Prozent des gesamten Trinkwassers der Stadt bereit. Die dabei anfallende konzentrierte Sole wird wieder ins Meer geleitet. Vereinzelt wurden Bedenken über die Umweltverträglichkeit dieses Prozesses laut.
| Jahr      | 1982    | 1992    | 2002    | 2017    |
| Einwohner | 183.333 | 225.316 | 285.255 | 352.638 |

## Sehenswürdigkeiten

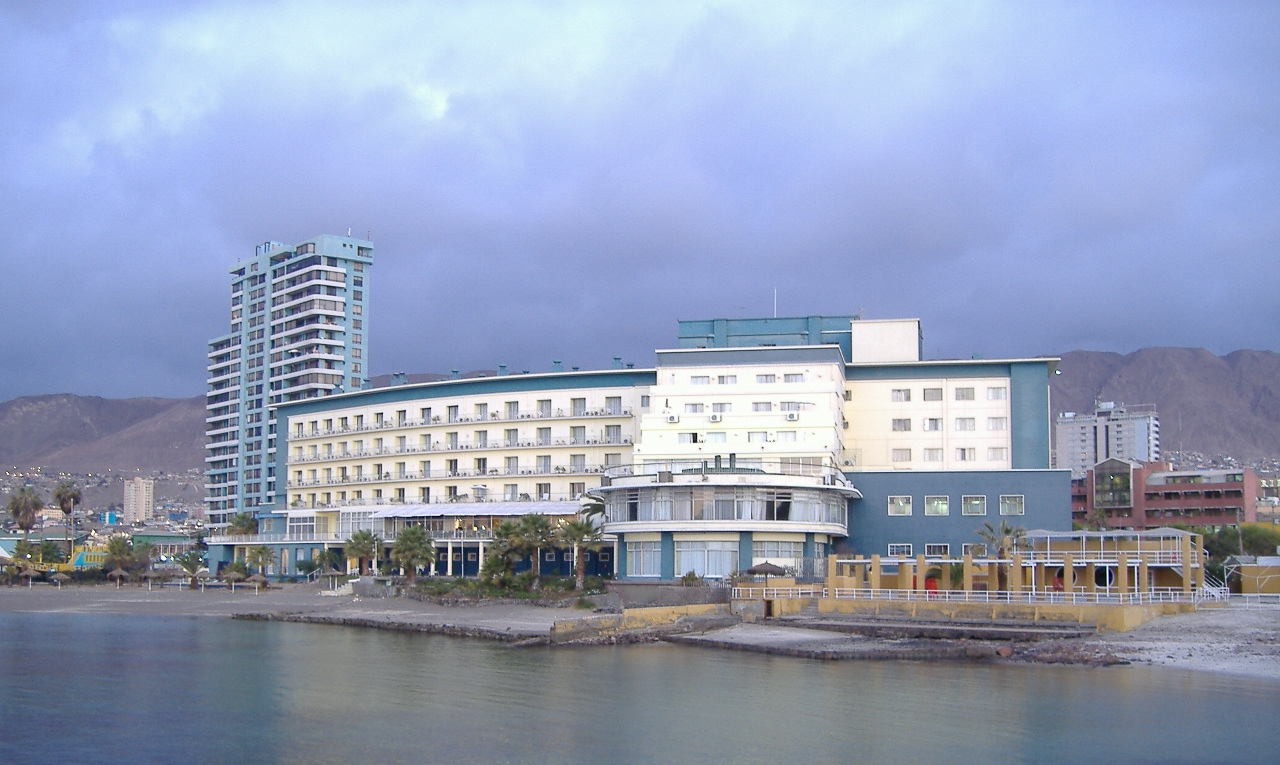
Hotel Antofagasta

Die Stadt ist für Schiffsreisen beliebt. In der Stadt gibt es zwei Strände, deren Wasser aber durch den Humboldtstrom eher kalt ist.
Im Zentrum der Stadt sind sehenswert: das Kupferdenkmal, das Unabhängigkeitsdenkmal, das Eisenbahnmuseum, die Kathedrale sowie einige Gebäude aus kolonialspanischer Zeit.

## Wirtschaft

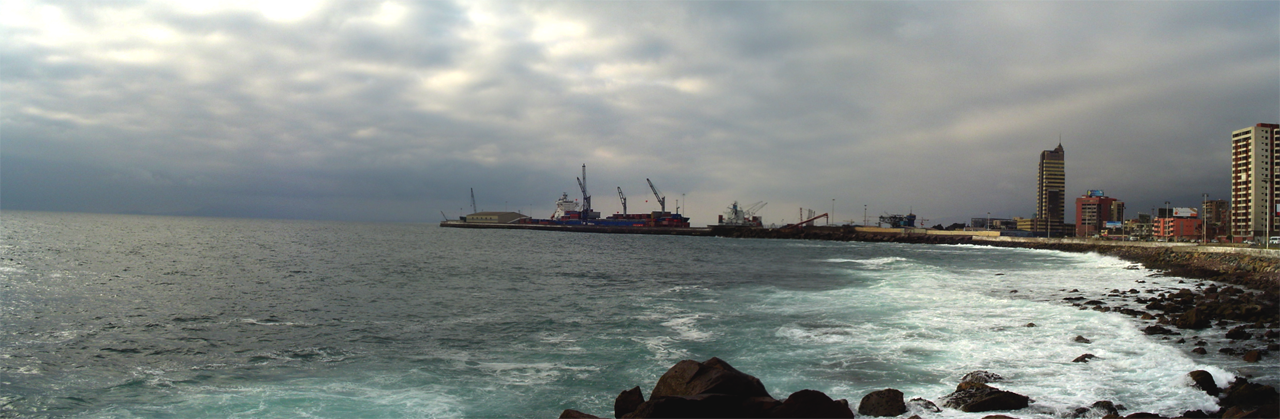
Hafen von Antofagasta

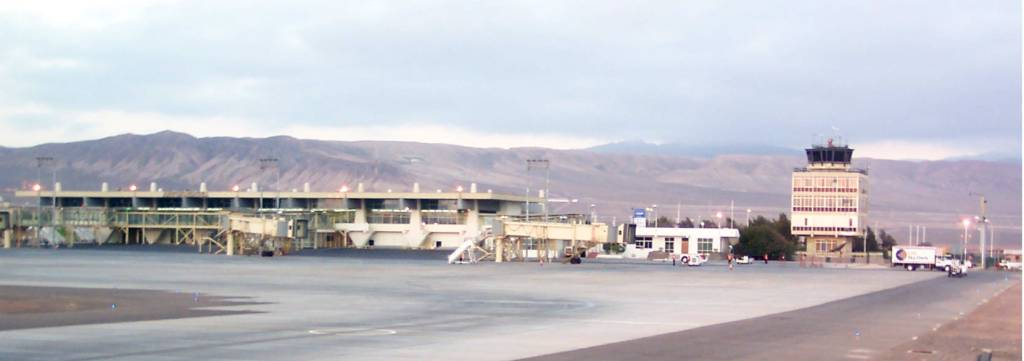
Aeropuerto Internacional Cerro Moreno

Die Stadt ist ein Zentrum des Exports von Bergbauerzeugnissen. Große Firmen aus den Sektoren Kupfer und Salpeter liegen im Gebiet der Stadt, z. B. Empresa Minera de Mantos Blancos (Kupfer), SQM (Borax), Compañía Minera Zaldivar (Kupfer), Minera Escondida (Kupfer) und Atacama Minerals (Salpeter). Daneben wird in der Stadt Stahl hergestellt.
20 Kilometer außerhalb der Stadt liegt das Industriegebiet Ciudad Empresarial La Negra mit rund 24 km² Fläche. Hier liegt die Kupferraffinerie
Noranda.

## Verkehr
Im Hafen der Stadt wurde früher vor allem Salpeter verladen. Heute werden von hier insbesondere Kupfer und Nitrat exportiert.
In der Stadt liegt einer der Endpunkte der Bahnstrecke Antofagasta–La Paz. Diese Strecke dient ebenfalls in erster Linie der Abfuhr von Bergbauprodukten aus chilenischen und bolivianischen Bergwerken. Antofagasta ist weiter Ausgangspunkt der Bahnstrecke Salta–Antofagasta nach Argentinien.
Nördlich der Stadt liegt der Großflughafen Aeropuerto Internacional Cerro Moreno.
Die Stadt liegt an der Panamericana.

## Bildung
In Antofagasta gibt es mehrere Universitäten. Die wichtigsten sind die Universidad de Antofagasta und die Universidad Católica del Norte, die mit dem Astronomischen Institut „Instituto de Astronomía de la Universidad Católica del Norte“ in Zusammenarbeit mit Astronomen des Astronomischen Instituts der Ruhr-Universität Bochum das Hexapod-Teleskop auf dem etwas über 100 km entfernten Berg Cerro Armazones in der Atacama-Wüste betreibt.

## Städtepartnerschaften
Partnerstädte von Antofagasta sind Tongling in der Volksrepublik China, Split in Kroatien und Corvallis (Oregon) in den Vereinigten Staaten.

## Söhne und Töchter der Stadt
- Pedro Reszka (1872–1960), Maler
- Jorge Letelier Núñez (1887–1966), Maler
- Dora Puelma (1898–1972), Malerin
- Hernando Salazar, Fußballspieler
- Roberto Luco (1907–1974), Fußballspieler
- Federico Lohse (1912–1992), Maler der Naiven Kunst
- Lily Garáfulic (1914–2012), Bildhauerin
- Ricardo Echeverría (1918–1988), Springreiter
- Francisco Hormazábal (1919–1990), Fußballspieler und -trainer
- Lucía Hiriart (1922–2021), Ökonomin, Ehefrau von Augusto Pinochet
- Luis Mayanés (1925–1979), Fußballspieler
- Andrónico Luksic Abaroa (1926–2005), chilenischer Milliardär kroatischer Abstammung
- Ramón Tapia (1932–1984), Boxer
- Luis Santibáñez (1936–2008), Fußballspieler
- Sergio Ortega (1938–2003), Komponist und Pianist
- Antonio Skármeta (1940–2024), chilenischer Schriftsteller kroatischer Abstammung
- Eduardo Peralta (* 1947), Fußballspieler
- Manuel Ramos Martínez (* 1947), Schriftsteller, Dichter und Maler
- Carlos Narea (* 1953), chilenisch-spanischer Musiker und Musikproduzent
- Andrónico Luksic Craig (* 1954), chilenischer Milliardär kroatischer Abstammung
- Luis Marcoleta (* 1959), Fußballspieler und -trainer
- Ángel Bustos (* 1961), Fußballspieler
- Neven Ilic (* 1962), Ingenieur und Sportfunktionär
- Miguel Rojas (* 1968), Fußballspieler
- Pedro Reyes (* 1972), Fußballspieler
- Pedro Araya Guerrero (* 1974), Anwalt und Politiker
- Tonka Tomičić (* 1976), chilenisch-kroatisches Model, Schauspielerin und Fernsehmoderatorin
- Pedro Carrizo (* 1980), Fußballspieler
- Francisco Prieto (* 1983), Fußballspieler
- Giselle Delgado (* 1988), Squashspielerin
- Cristopher Toselli (* 1988), Fußballtorhüter
- Osmán Huerta (* 1989), Fußballspieler
- Phillip Araos (1990), Fußballspieler
- Ronald González (* 1990), Fußballspieler
- Kevin Harbottle (* 1990), Fußballspieler
- Luis Cabrera (* 1994), Fußballspieler
- Erick Pulgar (* 1994), Fußballspieler
- Dino Agote (* 1996), Fußballspieler
- Marcos Bolados (* 1996), Fußballspieler
- Ángelo Araos (* 1997), Fußballspieler
- Alexander Cataldo (* 1998), Rollstuhltennisspieler
- David Henríquez (* 1998), Fußballspieler
- Brayan Tapia (* 1998), Rollstuhltennisspieler
- Bastián Tapia (* 2002), Fußballspieler